# بيوتركوف تريبونالسكي
بيوتركوف تريبونالسكي هي مدينة، تتبع محافظة وودج، هي عاصمة Piotrków County ‏، بلغ عدد سكانها 77٬810 نسمة، في 2009، تبلغ مساحتها 67٬270٬000 متر مربع.

## مدن توأم
المدن التوأم:
- إسلينغن آم نيكار
- فيين
- موشونمادياروفار [الإنجليزية]‏
- فيلينيه
- مقاطعة ناحية نيث بورت طالبوت [الإنجليزية]‏
- أوديني
- روفنو.

## أعلام
- داميان كوليغ
- أليس ميلر
- كريستيان ثيودور لودفيغ لوكاس
- تيريزا نواك
- غريغوري ليفينفيش
- يان كراوزيك
- هنريك شريدنيسكي